# Guntigis
Guntigis (em latim: Gunthigis), Gundicis ou Baza foi um ostrogodo da dinastia dos Amalos, ativo no Império Bizantino no século VI. Era filho de Andagis com uma irmã de nome incerto do líder esciro Candaco e era neto de Andela. Serviu como mestre dos soldados da Trácia ou Ilíria e o historiador Jordanes serviu-lhe como secretário.